# Брогден (Північна Кароліна)
Брогден (англ. Brogden) — переписна місцевість (CDP) в США, в окрузі Вейн штату Північна Кароліна. Населення — 2510 осіб (2020).

## Географія
Брогден розташований за координатами 35°17′44″ пн. ш. 78°1′46″ зх. д. / 35.29556° пн. ш. 78.02944° зх. д. (35.295581, -78.029375).  За даними Бюро перепису населення США в 2010 році переписна місцевість мала площу 5,84 км², з яких 5,73 км² — суходіл та 0,11 км² — водойми.

## Демографія
Згідно з переписом 2010 року, у переписній місцевості мешкали 2633 особи в 1009 домогосподарствах у складі 721 родини. Густота населення становила 451 особа/км².  Було 1148 помешкань (197/км²).
Расовий склад населення:
| - 53,9 % — чорних або афроамериканців - 33,9 % — білих - 0,7 % — азіатів - 0,3 % — корінних американців - 9,6 % — осіб інших рас |

До двох чи більше рас належало 1,6 %. Частка іспаномовних становила 13,8 % від усіх жителів.
За віковим діапазоном населення розподілялося таким чином: 25,4 % — особи молодші 18 років, 61,4 % — особи у віці 18—64 років, 13,2 % — особи у віці 65 років та старші. Медіана віку мешканця становила 37,4 року. На 100 осіб жіночої статі у переписній місцевості припадало 94,3 чоловіків;  на 100 жінок у віці від 18 років та старших — 89,5 чоловіків також старших 18 років.
Середній дохід на одне домашнє господарство  становив 44 012 долари США (медіана — 36 688), а середній дохід на одну сім'ю — 54 175 доларів (медіана — 53 828). Медіана доходів становила 33 931 долар для чоловіків та 31 726 доларів для жінок. За межею бідності перебувало 21,2 % осіб, у тому числі 19,4 % дітей у віці до 18 років та 5,9 % осіб у віці 65 років та старших.
Цивільне працевлаштоване населення становило 981 особа. Основні галузі зайнятості: освіта, охорона здоров'я та соціальна допомога — 29,4 %, виробництво — 15,5 %, роздрібна торгівля — 10,1 %, мистецтво, розваги та відпочинок — 7,8 %.

## Персоналії
- Ава Гарднер (1922-1990) — американська акторка.